# ジャン＝アンドレ・リクセン
ジャン＝アンドレ・リクセン（Jean-André Rixens、1846年11月30日 - 1925年2月21日）はフランスの画家である。

## 略歴
現在のオート＝ガロンヌ県のサン＝ゴーダンスで靴職人の息子に生まれた。地元の高校を卒業し、1860年にトゥールーズの美術学校に入学し、貧しい中、アルバイトをしながら美術を学んだ。1866年にリクセンの歴史画がトゥールーズの市の賞を得て、奨学金を得て、パリの国立高等美術学校でアドルフ・イヴォンに学んだ。その後、ジャン＝レオン・ジェロームのスタジオで学んだ。ジェロームの弟子で、後に時代を代表する画家となったアルフレッド・ロルとも親しくなった。
若手の画家にとって重要なローマ賞には1870年に初めて応募するが成功しなかったが、1873年の作品は2位となり、作品は州に買い上げられ、故郷に展示されることになった。その後の作品で歴史画家としての地位を固めた。
フィレンツェとローマを旅した後、1880年代に個展を開き、そのころ盛んになった国際絵画展に出展した。新聞などに紹介され一般に知られるようになり、多くの肖像画の注文に答えた。1889年のパリ万国博覧会の展覧会でも金賞を受賞した。
エルネスト・メソニエ、ピエール・ピュヴィス・ド・シャヴァンヌ、オーギュスト・ロダンらと国民美術協会を設立した。
1890年代になって印象派の影響も見られる作品も描いた。また多くの公共施設の装飾画も描いた。1889年にレジオンドヌール勲章（シュヴァリエ）を受勲した。

## 作品
- 「クレオパトラの死」(1874)
- 「サロンの昼食」(c.1900)
- 「ムーランルージュの食堂」(c.1900)

- トゥールーズ市庁舎の装飾画
- (1894)
- 少女像 (1892)
- ルイ・リアール-哲学者、教育者